# Майские дни (фильм, 1923)
Майские дни (англ. Maytime) — немой чёрно-белый фильм 1923 года. Мелодрама по мотивам одноимённой оперетты, один из первых голливудских фильмов Клары Боу. Считался утерянным до 2009 года, пока не был обнаружен в киноархиве Новой Зеландии. Является частично цветным фильмом.

## Сюжет
Богатая наследница Оттили ван Зандт (Этель Шэннон) влюбляется в Ричарда Уэйна (Харрисон Форд), сына садовника. Пара клянется друг другу в вечной любви, но отец девушки запрещает ей выходить замуж на человека низкого положения. Ричард уезжает на Запад и сколачивает там состояние. По возвращении он обнаруживает, что Оттили выдали замуж за её кузена Клода, и тоже женится на другой (Клара Боу), но несмотря на это, разлученная пара сохраняет чувства друг к другу до конца жизни. Проходят годы. Судьба сводит вместе их внука и внучку. Молодых людей также зовут Ричард и Оттили и между ними вспыхивает любовь.

## В ролях
| Актёр          | Роль                |
| -------------- | ------------------- |
| Этель Шэннон   | Оттили ван Зандт    |
| Харрисон Форд  | Ричард Уэйн         |
| Клара Боу      | Элис Тремейн        |
| Джозеф Свикард | полковник ван Зандт |